# Società anonima
La società anonima (S.A. o SA) è una denominazione formale con cui gli ordinamenti giuridici vigenti in molti Stati del mondo definiscono una società di capitali, o quantomeno quelle società di capitali che hanno una tale frammentazione del pacchetto sociale da essere di fatto anonime, ovvero non riconducibili a una proprietà unica e stabile.

## Caratteristiche
La società anonima è caratterizzata dall'autonomia patrimoniale perfetta, ovvero dalla personalità giuridica propria e distinta da quella dei soci, e dalla responsabilità di questi ultimi limitata al solo capitale effettivamente versato, o quantomeno sottoscritto. Spesso la distinzione tra la società anonima e la società per azioni (o società a responsabilità limitata) è dovuta solamente alla lingua: ad esempio in Svizzera la società anonima è così chiamata in italiano e in francese (société anonyme), mentre in tedesco è detta Aktiengesellschaft (AG), che significa letteralmente società per azioni.
Qualora la società abbia il pacchetto suddiviso in quote è, invece, definita società a responsabilità limitata in italiano, société à responsabilité limitée (s.à.r.l.) in francese, Gesellschaft mit beschränkter Haftung (GmbH) in tedesco. D'altro canto in Spagna la società anonima è detta anche sociedad por acciones.

## Nel mondo

### Italia
A differenza dei codici di commercio italiani del 1865 e del 1882, il codice civile italiano del 1942 non prevede alcuna definizione di "società anonima" per una società di capitali, introducendo la sola distinzione, sopra già richiamata, tra società per azioni e società a responsabilità limitata. 
Questa distinzione in due tipi di forme societarie, vigente nell'ordinamento italiano, si basa sulla suddivisione del capitale sociale in quote sociali o azioni:
- società a responsabilità limitata (società a responsabilità limitata per quote), Gesellschaft mit beschränkter Haftung in tedesco (per le imprese di questa forma iscritte alla Camera di commercio di Bolzano);
- società per azioni (società a responsabilità limitata per azioni), Aktiengesellschaft in tedesco.

Nel primo caso, i sottoscrittori delle quote non sono anonimi e sono conoscibili da chiunque essendovi l'obbligo di pubblicità giuridica sul Registro delle imprese. Nel secondo caso, la società può essere quotata in borsa: ed è proprio la quotazione sul mercato a conferire il carattere di anonimato: questo tipo di società, avendo la capacità di distribuire le proprie azioni al pubblico, è noto in inglese come public limited company (plc) in Regno Unito e Irlanda (dove peraltro sono di solito eredi di aziende di stato e godono di regimi giuridici particolari, proprio in considerazione della loro pubblica utilità), o public company (cioè società ad azionariato diffuso) negli Stati Uniti d'America.

### Situazione in altri ordinamenti statali del mondo
La locuzione "società anonima" persiste invece in molti Stati:
- Société anonyme (S.A.) in Francia e Belgio;
- Sociedade anônima (S.A.) in Brasile;
- Anonymi Etaireia (A.E.) o Ανώνυμη Εταιρία in Grecia;
- Naamloze vennootschap (N.V.) nei Paesi Bassi e Belgio;
- Sociedade anónima (S.A.) in Portogallo;
- Sociedad anónima (S.A.) in Spagna e in Argentina;
- Aktiengesellschaft (A.G.) nella lingua tedesca in Svizzera;
- Anonim şirket (A.Ş.) in Turchia;
- Shoqeri Anonime (Sh.A) in Albania;

Laddove non si usa la locuzione "società anonima", al suo posto esistono:
- Dioničko društvo (D.d.) in Croazia;
- Aktieselskab (A/S) in Danimarca;
- Osakeyhtiö (Oy) in Finlandia;
- Aktiengesellschaft (AG) in Germania;
- Perseroan Terbatas (P.T.) in Indonesia;
- Società per azioni (S.p.A.) in Italia;
- Sendirian Berhad (Sdn.Bhd.) in Malaysia;
- Aksjeselskap (AS) o Lutlag (LL) in Norvegia;
- Spółka akcyjna (S.A.) in Polonia;
- Akciová společnost (AS) in Repubblica Ceca;
- Società per azioni (S.p.A.) - nella Repubblica di San Marino[2];
- Societate pe acțiuni (S.A.) in Romania;
- Akcionarsko Društvo (A.d.) in Serbia;
- Akciová spoločnosť (A.s.) in Slovacchia;
- Delniška družba (D.d.) in Slovenia;
- Aktiebolag (AB) in Svezia.